# Hans Tietmeyer
Hans Tietmeyer (Westfalia, Alemania; 18 de agosto de 1931-Fráncfort del Meno, 27 de diciembre de 2016) fue un economista alemán y considerado uno de los expertos más importantes en asuntos financieros internacionales. Fue presidente de Deutsche Bundesbank de 1993 hasta 1999 y posteriormente continuó siendo una de las figuras más importantes en finanzas de la Unión Europea.
Hans Tietmeyer nació el 18 de agosto de 1931 en Metelen (Westfalia), se graduó en el Gimnasio Paulinum y estudió en la Universidad de Münster, Universidad de Bonn y Universidad de Colonia. Después de su formación académica de Alfred Müller-Armack y Ludwig Erhard se dedicó a la banca y economía internacional.
En 1962 comenzó su carrera en el Ministerio Federal de Economía y Energía. En 1982 fue nombrado secretario permanente del Ministerio Federal de Finanza, donde fue responsable de la política monetaria internacional, la política financiera, asuntos de la UE y la preparación del Grupo de Los 20 (sherpa).
En 1990, Tietmeyer fue elegido miembro del consejo de administración de Deutsche Bundesbank, con responsabilidad en asuntos monetarios internacionales, organizaciones y acuerdos. Después de dos años como vicepresidente fue nombrado presidente del Deutsche Bundesbank en 1993, cargo que ocupó hasta agosto de 1999.
Durante el mandato de Tietmeyer como presidente del Bundesbank, irrumpió el euro como la moneda de la mayor parte de la Unión Europea. En su momento, Tietmeyer anticipó que la moneda común daría lugar a ajustes económicos internos dolorosos para Estados miembros con déficit comerciales que se acumularían en deuda. El analista económico David Marsh, llamó la atención sobre ese pronóstico a finales de 2012, al destacar que "las evaluaciones internas significativas de sus monedas mediante la fuerte caída de los costes laborales unitarios que, por ejemplo, Irlanda, España, Portugal, Italia y Grecia experimentaron en los años posteriores a la crisis del euro de 2008. Este efecto del euro es similar al impacto del patrón oro clásico escribió Mash para describir el fenómeno.
Tietmeyer fue vicepresidente del consejo de administración en el Banco de Pagos Internacionales (BIS) 2003-10. Publicó más de 100 artículos sobre economía y ha ganado numerosos premios. Es miembro honorario de la Academia Pontificia de Ciencias Sociales.